# Presa de San Marino
La Presa de San Marino fou un atac el 18 de desembre de 2005 perpetrat per les Forces Armades Revolucionàries de Colòmbia (FARC) contra el caseriu de San Marino, municipi de Bagadó en el departament del Chocó.
L'atac a San Marino va ser part d'una ofensiva de les FARC en diverses poblacions, per a contrarestar el Pla Patriota, una ofensiva del govern contra les FARC.

## Atac
Al començament del mes de desembre, l'Exèrcit de Colòmbia, enviaren al caseriu de San Marino, dos escamots per sol·licitud de les autoritats regionals. Volien les tropes militars per a prevenir i neutralitzar qualsevol acció de grups al marge de la llei.
No obstant això, el 10 de desembre, el contingent de militars i policies eixiren de San Marino per a prestar seguretat a un grup d'indígenes de la regió que romanien desplaçats en el centre del país. Després de cinc dies de missió, el contingent va ser enviat de retorn a San Marino, on havien d'arribar el 17 de desembre. La retirada temporal va ser aprofitada per les FARC per a llançar l'atac.
Els combats començaren en la matinada del 18 de desembre a les 3:00 AM (UTC-5). Prop de 50 efectius de l'Exèrcit de Colòmbia i de la Policia Nacional de Colòmbia es van enfrontar a desenes d'integrants de les FARC per unes sis hores.
En l'atac 29 policies foren segrestats, 8 policies van morir i altres 7 quedaren ferits. Quatre policies i quatre civils ferits foren transportats fins a Quibdó, la capital del departament del Chocó, per a rebre atenció hospitalària.

## Alliberament unilateral de segrestats
Pel que sembla, els efectius foren deixats en llibertat per pressió de les tropes de reforç que van ser mobilitzades a la zona. En un comunicat divulgat el 20 de desembre, el Ministeri de Defensa colombià explicà que la Policia Nacional mantenia 57 membres de la força pública en el caseriu.
Els membres de la Policia Nacional anaren a poc a poc oposats, caminant en una zona rural en la selva, per tropes combinades de l'Exèrcit i la Policia. Primer es trobaren a 7. A l'alba del 21 de desembre de 2005, van trobar 29. Després aparegueren els altres.

## Reaccions
Després de la presa de San Marino, el politòleg León Valencia digué que l'atac a San Marino, zona fronterera amb Panamà, havia estat causada per errors tàctics del pla de seguretat governamental i va assenyalar que els costos poden superar els resultats. "El govern està pagant el cost de fer arribar força pública en un nombre reduït d'homes a les zones més apartades del país" i "eixe és el cost de la política de seguretat del president (Alvaro Uribe)".